# Ingeniería acuícola
Ingeniería acuícola es una rama interdisciplinaria de la ingeniería que se ocupa de la producción de recursos hidrobiológicos, basándose en un grupo de conocimientos de ciencias aplicadas que rigen la actividad acuícola.
- Datos: Q4782633